# Аречабалета
Аречабалета, Аречавалета (баск. Aretxabaleta (офіційна назва), ісп. Arechavaleta) — муніципалітет в Іспанії, у складі автономної спільноти Країна Басків, у провінції Гіпускоа. Населення — 6689 осіб (2009).
Муніципалітет розташований на відстані близько 310 км на північ від Мадрида, 55 км на південний захід від Сан-Себастьяна.
На території муніципалітету розташовані такі населені пункти: (дані про населення за 2009 рік)
- Аосараца: 78 осіб
- Аркарасо: 46 осіб
- Аречабалета: 6312 осіб
- Ареанца: 35 осіб
- Ечебаррі: 15 осіб
- Галарца: 57 осіб
- Гороета: 28 осіб
- Ісурієта: 16 осіб
- Ларріно: 54 особи
- Оро: 48 осіб

## Демографія
Динаміка населення (INE ):

## Галерея зображень

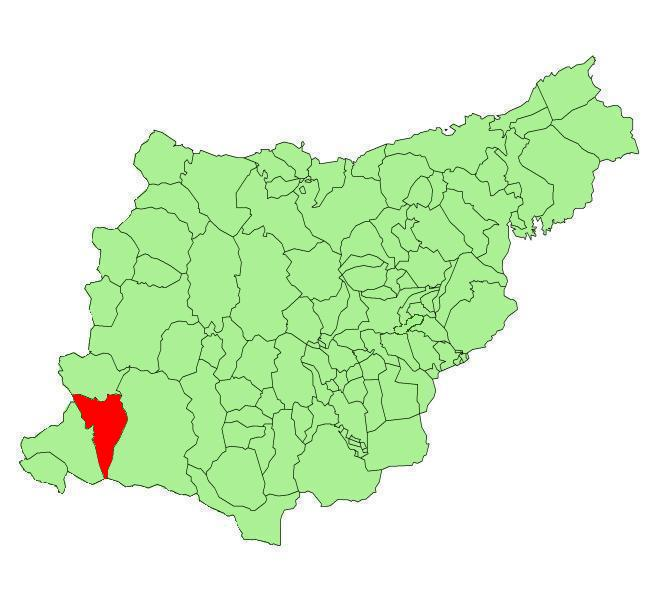
Розташування муніципалітету
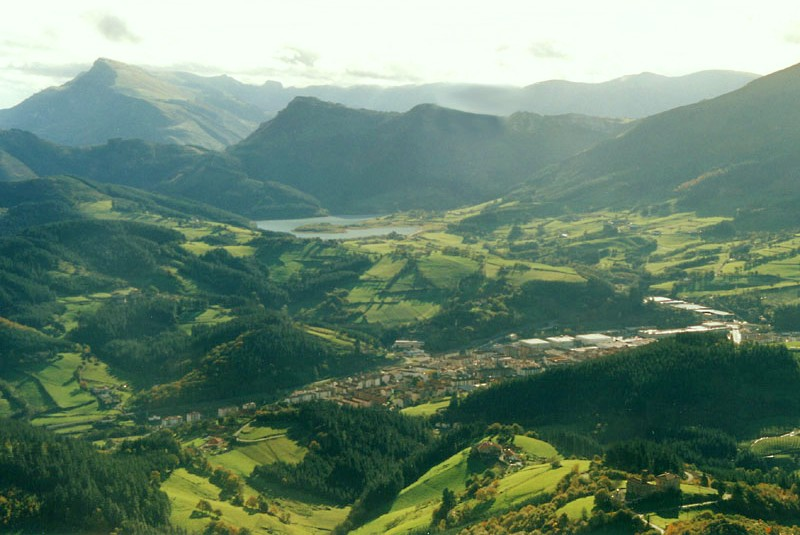
Панорама з гори Муругайн
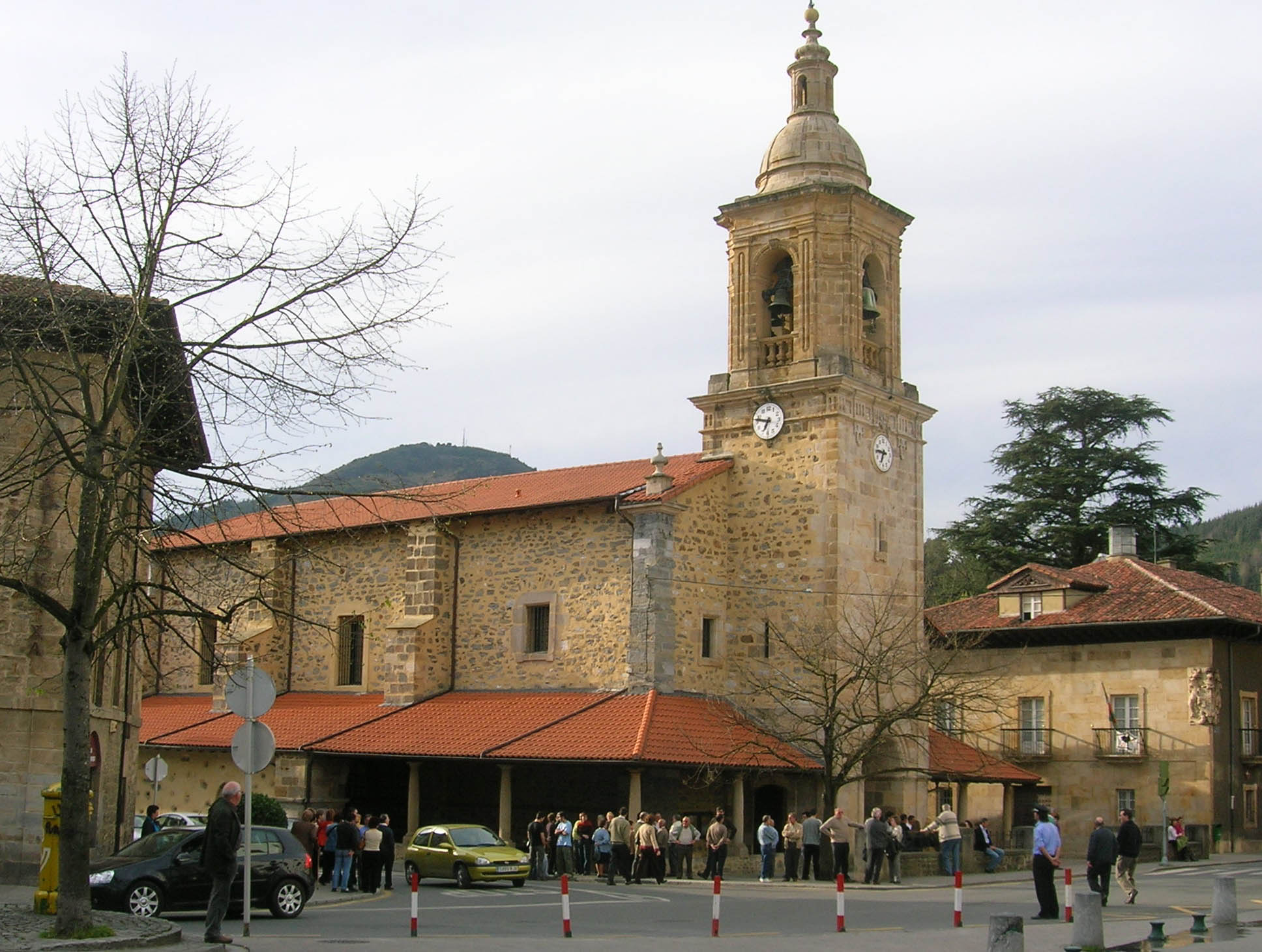
Церква Ла-Асунсьйон-де-Аречавалета